# Vouvant
Vouvant es una comuna francesa situada en el departamento de Vendée, en la región de Países del Loira.
Forma parte de la asociación "Les Plus Beaux Villages de France" (Los Pueblos más Bonitos de Francia).

## Demografía
| 1006 | 935 | 835 | 777 | 829 | 867 | 834 |
| Para los censos de 1962 a 1999 la población legal corresponde a la población sin duplicidades (Fuente: INSEE [Consultar]) |     |     |     |     |     |     |

## Galería

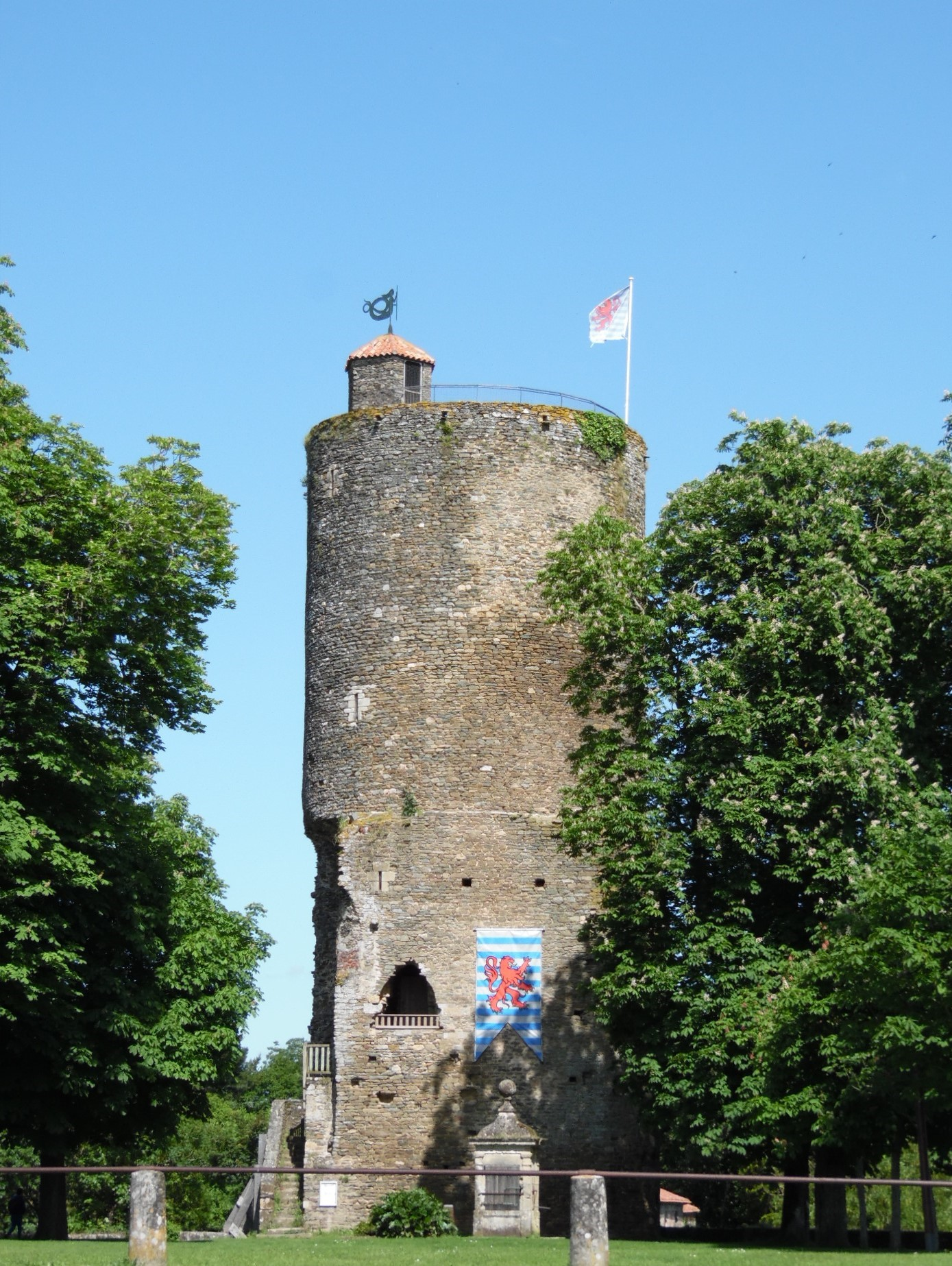
Tour Mélusine (fines del siglo XII-comienzos del siglo XIII)
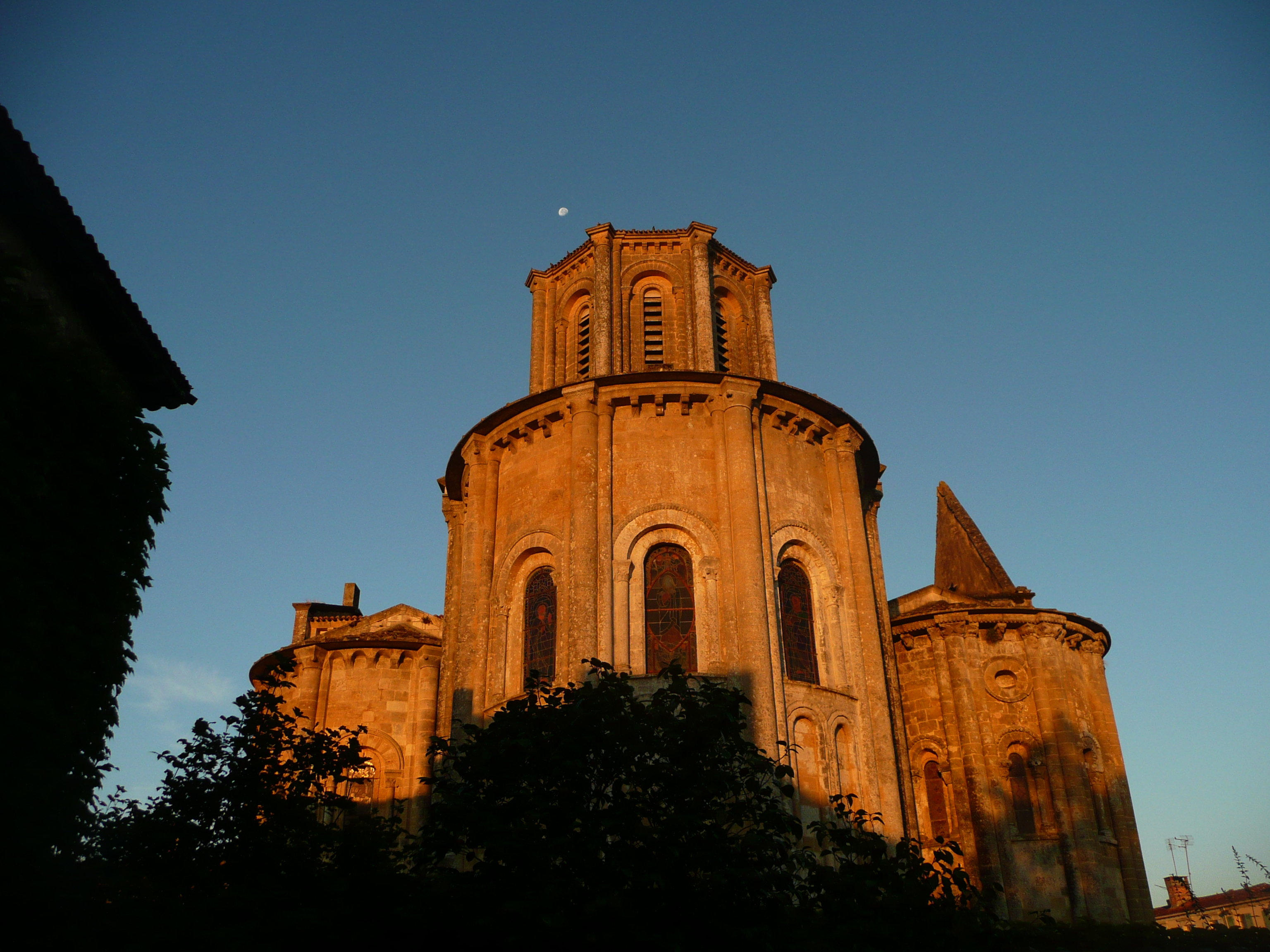
Iglesia Notre-Dame de l’Assomption, monumento histórico de Francia
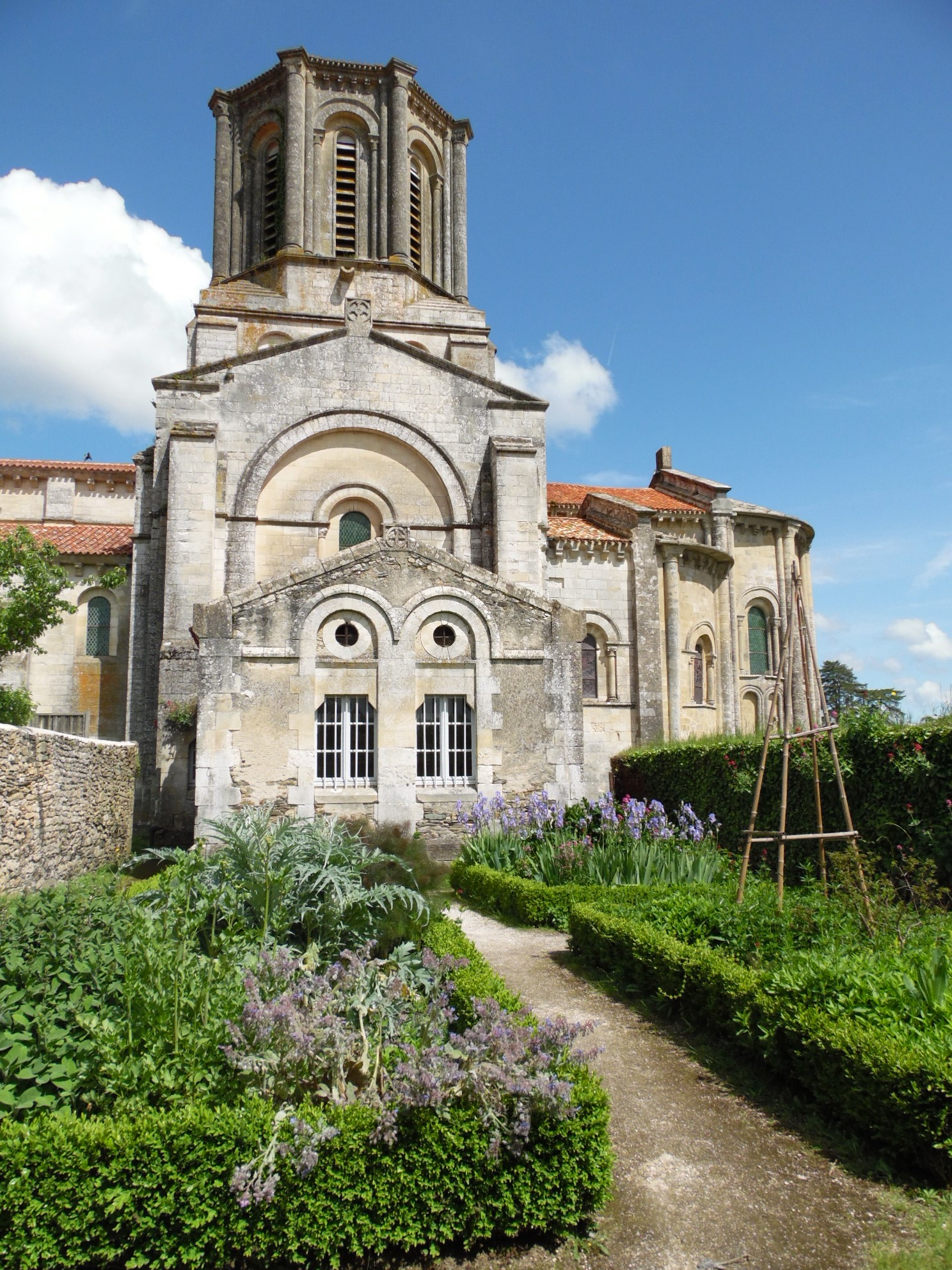
Jardin du Prieuré
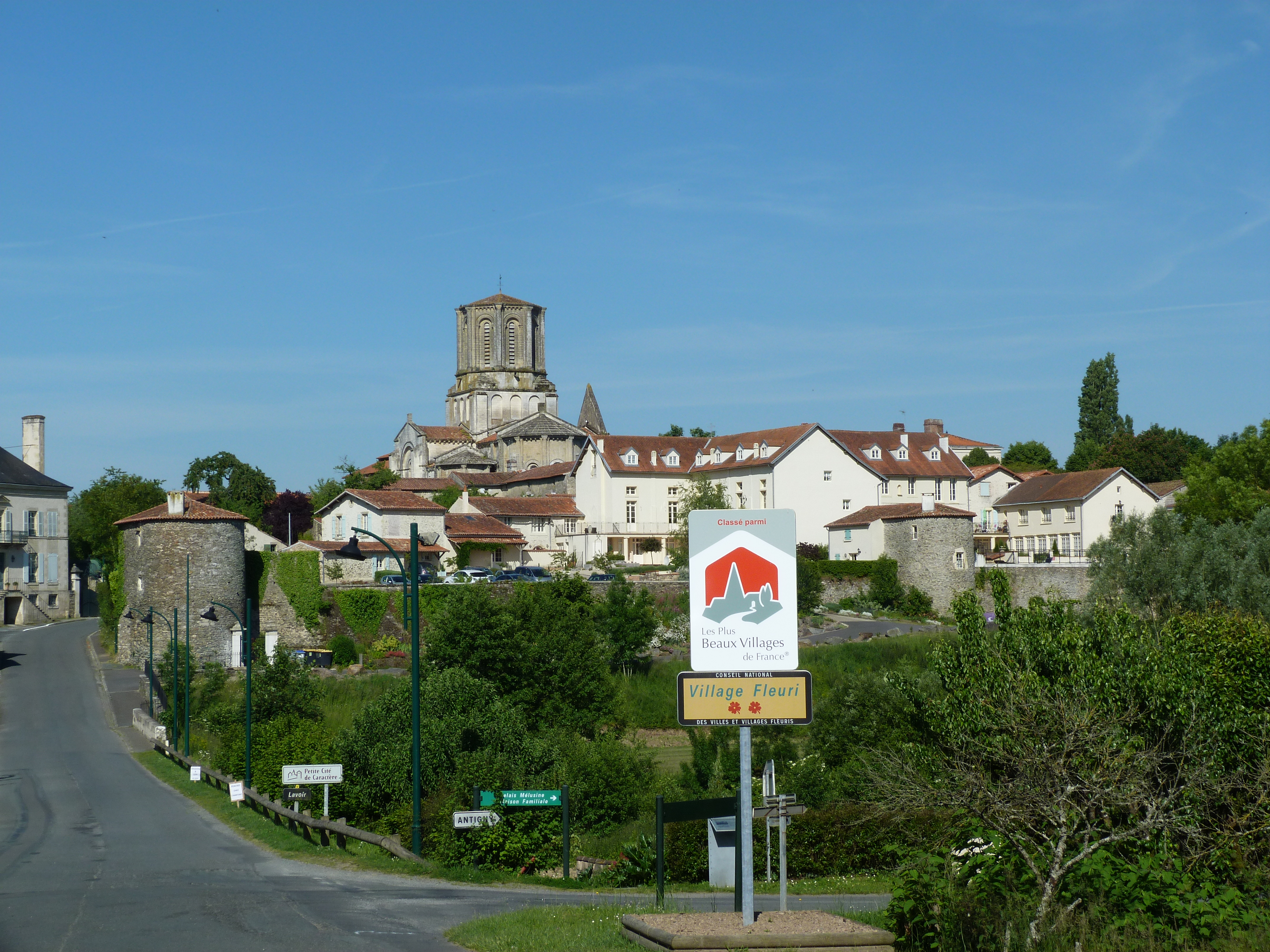
Entrada de Vouvant
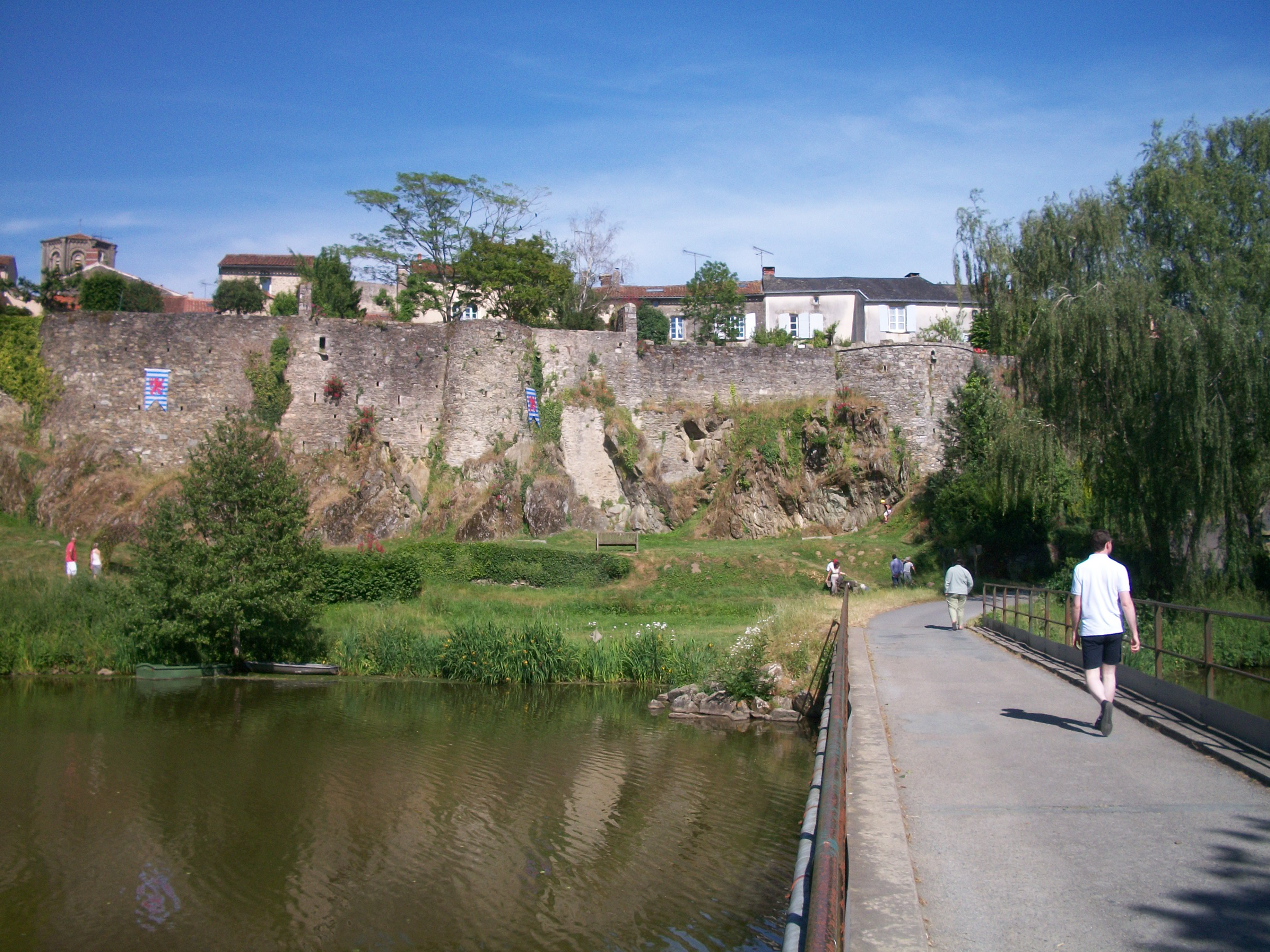
Fortificaciones y el río Mère
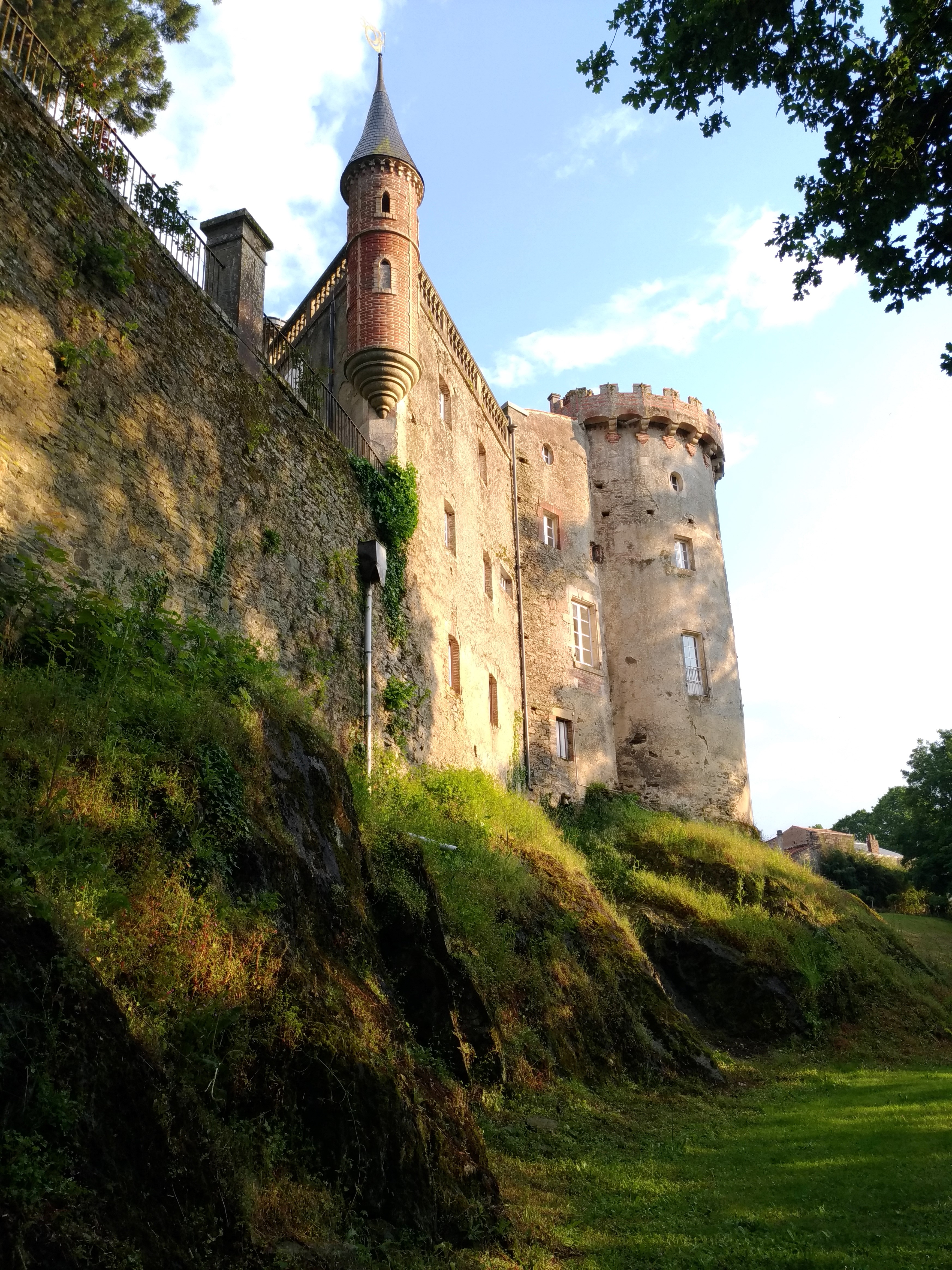
Castillo de la Recepte